# DKB-Zeitreise

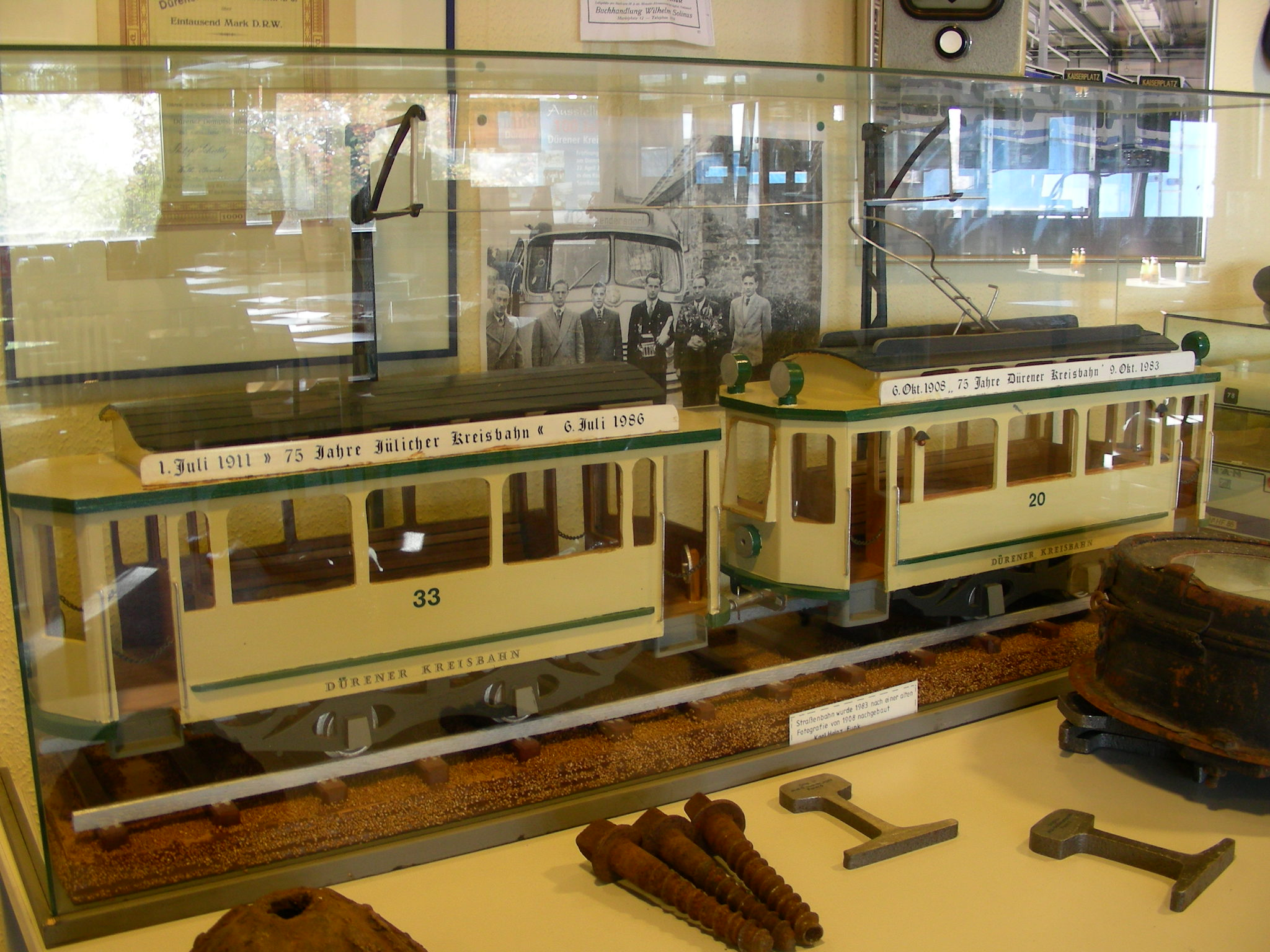
Sperrholzmodell einer Straßenbahn der Dürener Kreisbahn, erbaut von Karl-Heinz Funk aus Nörvenich (Exponat zur 100-Jahr-Feier in Distelrath, ab 2009 in Heimbach)

DKB-Zeitreise war ein Verkehrsmuseum in Heimbach (Eifel) im Kreis Düren, dessen Name von einer damals 9-jährigen Schülerin der Region bei einer Namen-Such-Aktion kreiert wurde.
Das Museum befand sich im Bahnhof Heimbach an der Bahnstrecke Düren–Heimbach (Rurtalbahn). Dort richtete Anfang Oktober 2009 die Dürener Kreisbahn (DKB) auf etwa 20 m² direkt neben dem Nationalparktor eine Ausstellung über die Geschichte der Dürener Kreisbahn und der Rurtalbahn ein. Die Dürener Kreisbahn hatte 1993 den Betrieb der Bahnstrecke (Jülich –) Düren – Heimbach übernommen und 2003 ihre Schienenverkehrs-Aktivitäten in die neu geschaffene Rurtalbahn GmbH ausgegliedert. Von 1908 bis 1963 betrieb die Dürener Kreisbahn Straßenbahnlinien in Stadt und Kreis Düren, bis 1971 außerdem Schienengüter- und bis 2019 Busverkehr. Danach übernahm die Rurtalbus den Busbetrieb.
Neben der DKB-Gründungsurkunde aus dem Jahre 1908 wurden im Museum zahlreiche historische Dokumente und Exponate gezeigt, wie z. B. Fahrscheindrucker, Telefonanlagen, Fahrpläne, Fahrkarten, Uniformen und vieles mehr. Zusammengetragen wurde die Sammlung, die auch digitalisierte Filmaufnahmen vom DKB-Schienenverkehr der 1950er-Jahre umfasst, in jahrelanger Arbeit von DKB-Mitarbeiter Klaus Wollermann. Bevor sie in Heimbach ausgestellt wurden, war sie in der DKB-Zentrale Düren-Distelrath untergebracht. Dort konnte sie gelegentlich besichtigt werden, z. B. bei einem Tag der offenen Tür anlässlich des 100-jährigen Bestehens am 19. Oktober 2008 (Betriebs-Führung incl. Vorführung des historischen Filmmaterials).
Nach anfänglich regelmäßigen Öffnungsterminen an einem Sonntag pro Monat waren seit Juli 2011 nur noch spezielle Besuchstermine nach vorheriger Anmeldung möglich. Der Eintritt war frei. Zu besonderen Anlässen öffnete das Museum jedoch auch für unangemeldete Besucher, so beispielsweise beim Internationalen Museumstag am 12. Mai 2013.
Nachdem entschieden wurde, die Räumlichkeiten im Heimbacher Bahnhofsgebäude anderweitig zu nutzen, wurde die Sammlung Anfang Juni 2018 an das Stadtmuseum Düren übergeben, wodurch gewährleistet ist, dass sie in ihrer Gesamtheit erhalten bleibt. Das Museum strebt an, nach Dokumentation und Inventarisierung sämtlicher Exponate in Zukunft zumindest einen Teil der Sammlung wieder der Öffentlichkeit zugänglich zu machen.

Das Museum
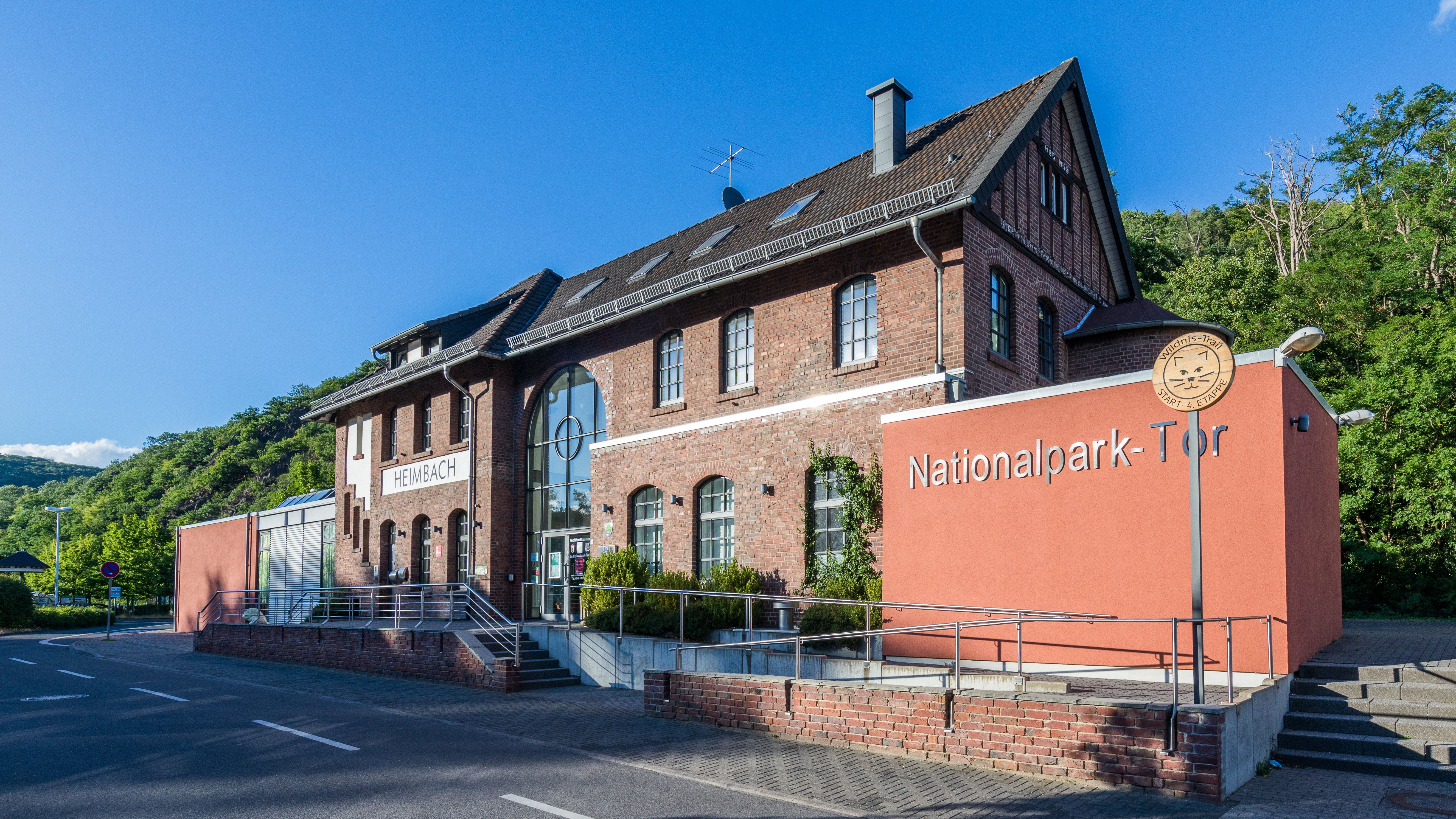
Empfangsgebäude Bahnhof Heimbach (Eifel), Mai 2012
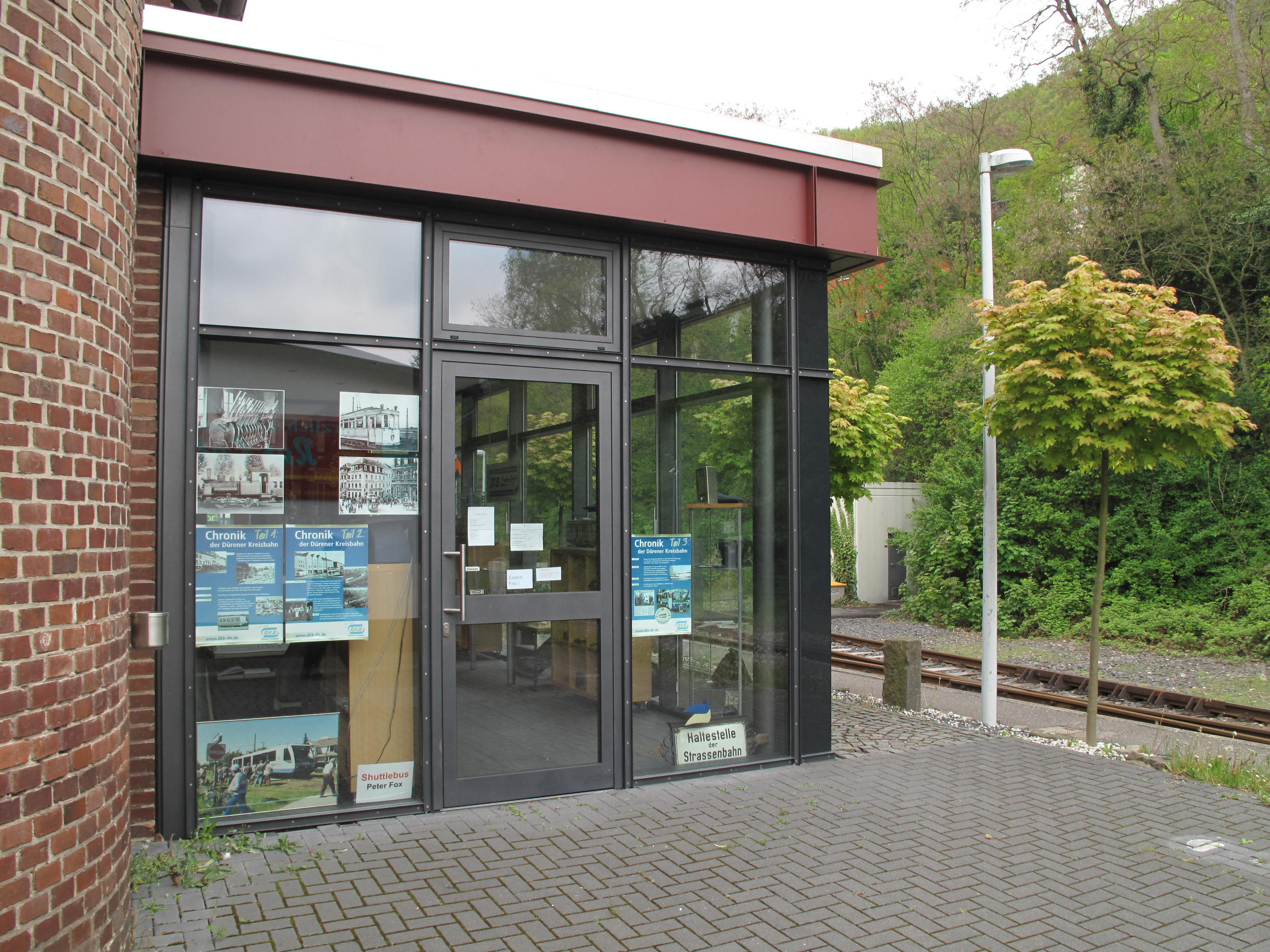
Eingang zum Museum (Gleisseite), Mai 2010
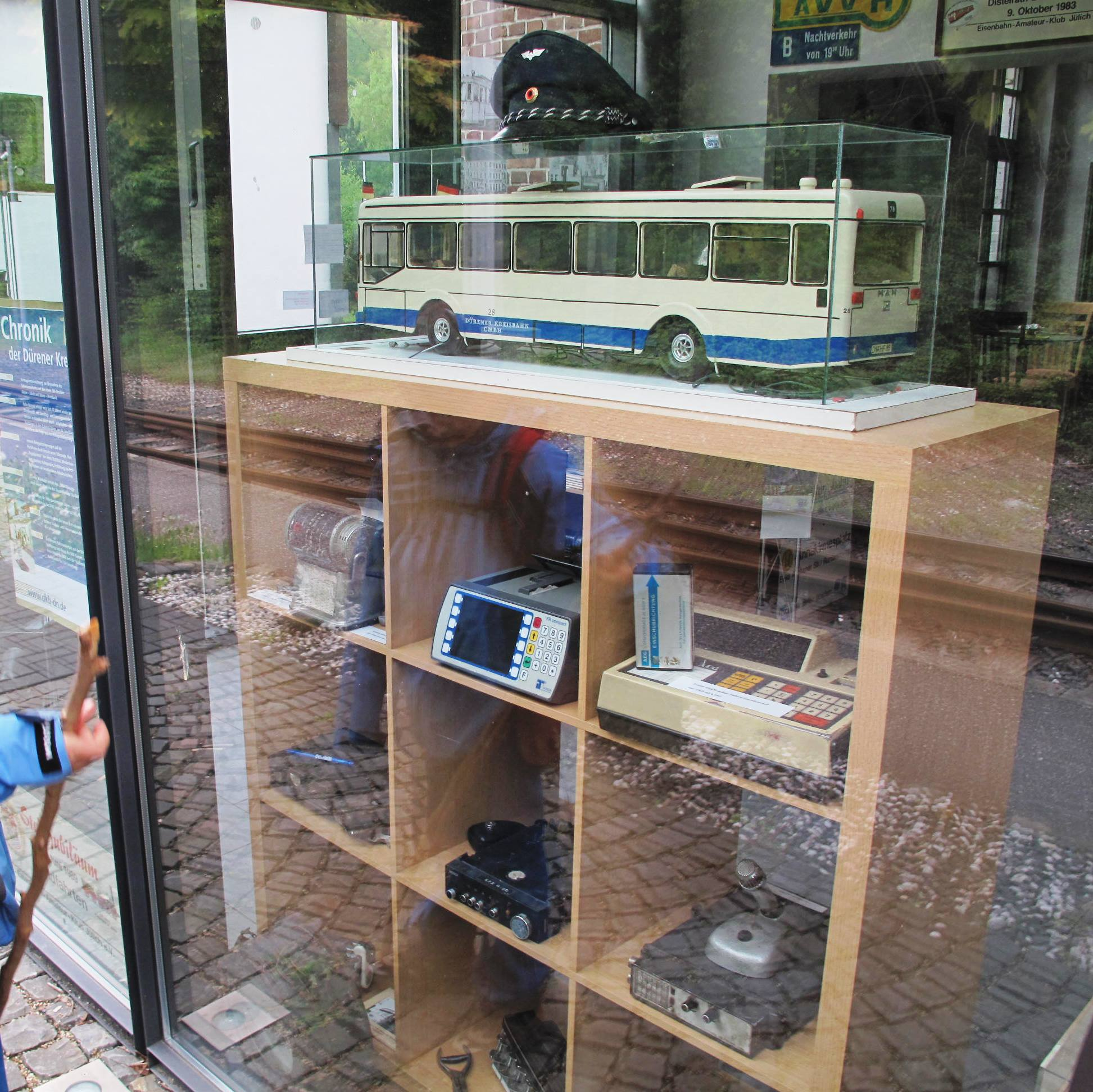
Modell eines DKB-Busses sowie (Daten-) technische Geräte, Mai 2010
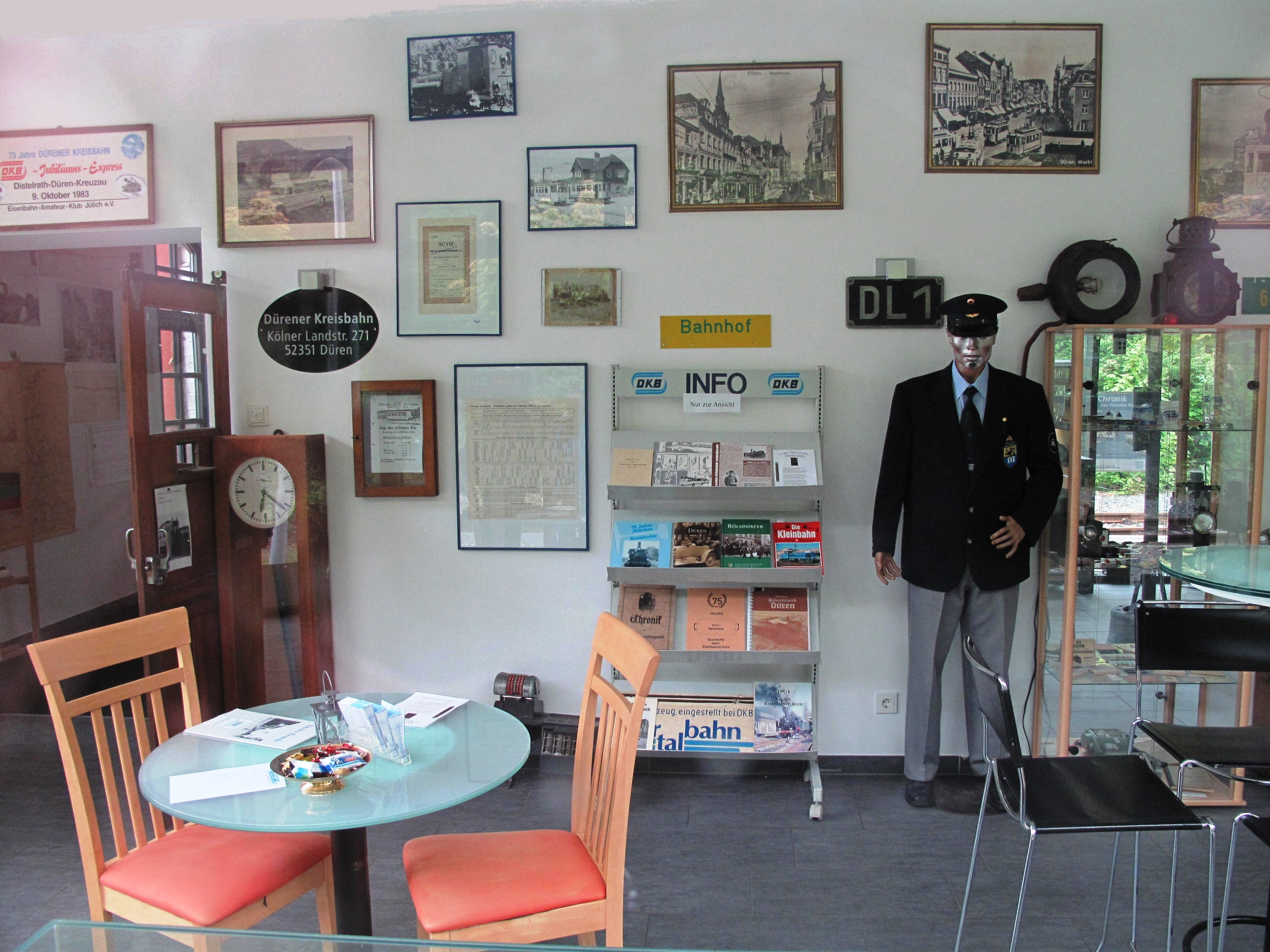
Blick in den Ausstellungsraum, Mai 2010
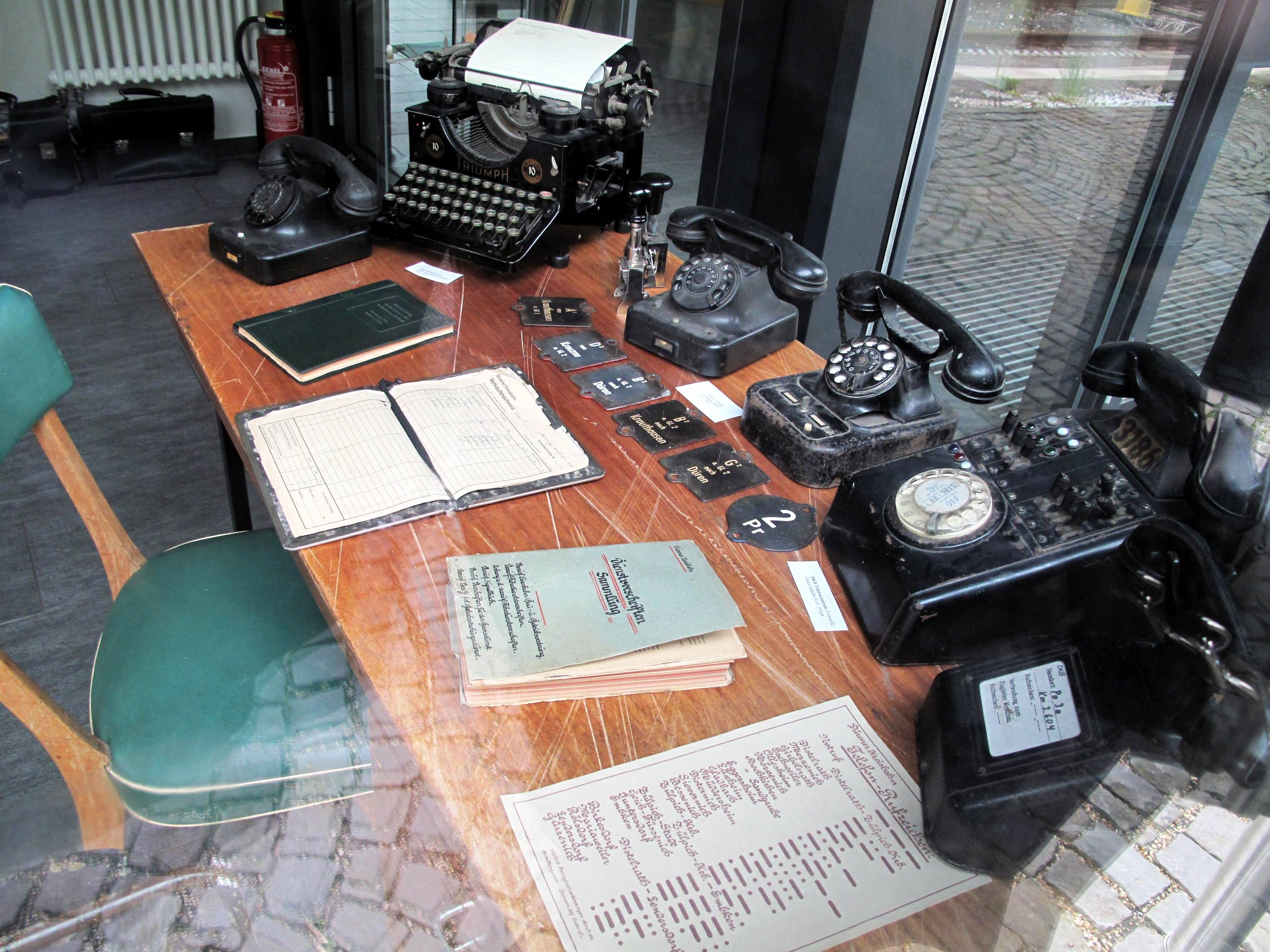
DKB-Telefone und andere Fernmeldeeinrichtungen, Mai 2010
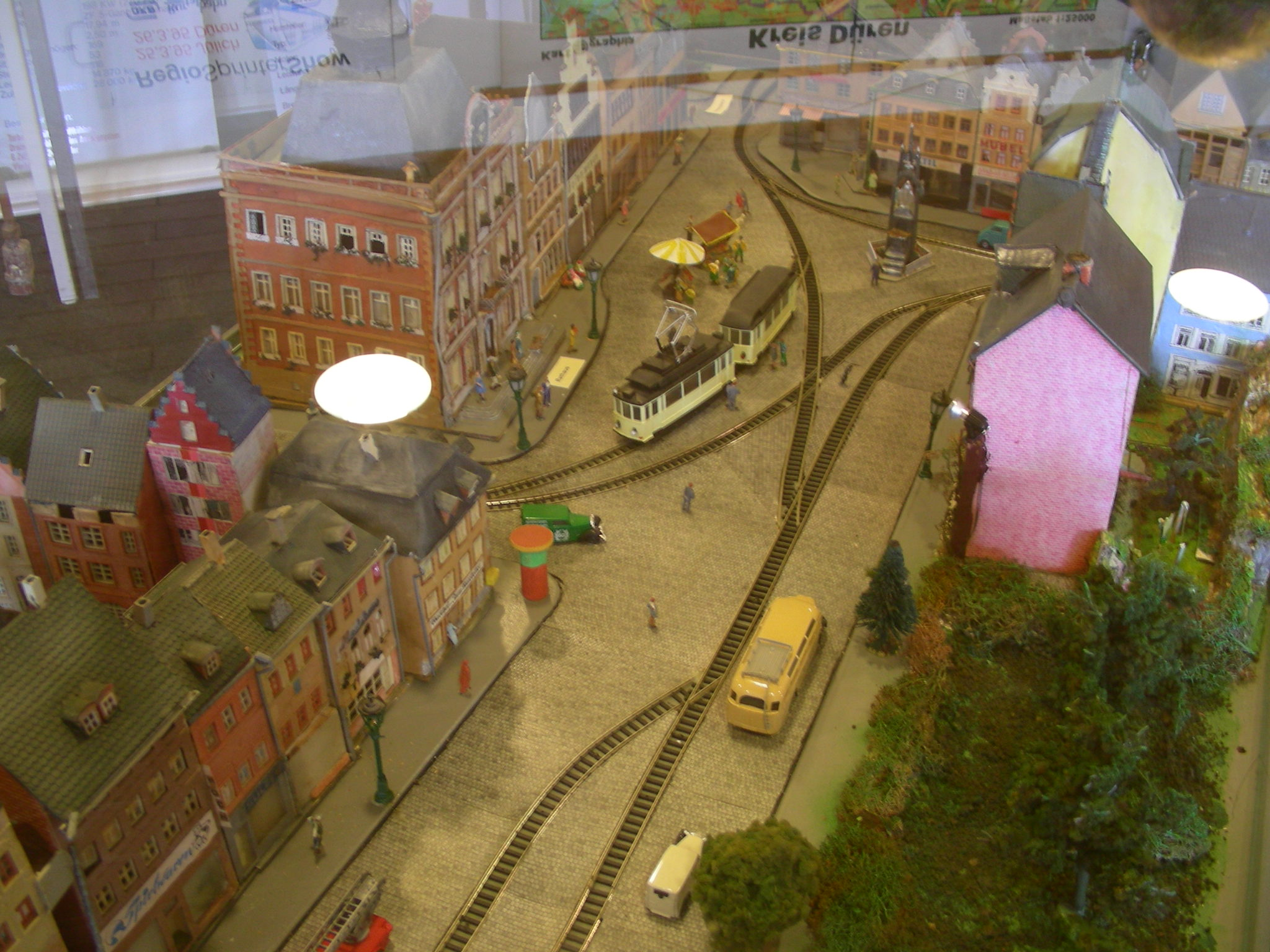
Dürener Marktplatz (Modell des Zustands vor 1944), Oktober 2008